# خوسيه جوتيريز غيرا
خوسيه جوتيريز غيرا (بالإسبانية: José Gutiérrez Guerra)‏ (و. 1869 – 1929 م) هو سياسي من بوليفيا . تولى منصب رئيس بوليفيا .

## التعليم
تعلم في Merton College.